# Francis Xavier Ahn Myong-ok
Mons. Francis Xavier Ahn Myong-ok (* 7. prosince 1945, Masan) je jihokorejský římskokatolický duchovní a emeritní biskup Masanu.

## Život
Narodil se 7. prosince 1945 v Masanu.
Studoval na diecézním semináři v Kwangdžu. Poté odešel do Rakouska, kde studoval na morální teologii na univerzitě v Innsbrucku. Dne 2. února 1975 byl vysvěcen na kněze a inkardinován do diecéze Masan.
Po vysvěcení působil jako farář v Namhä. Roku 1979 se stal profesorem vyššího semináře v Kwangdžu. Zde působil do roku 1991, kdy se stal profesorem ve vyšším semináři v Pusanu. V letech 1994–1998 byl rektorem semináře v Pusanu. Následně pokračoval jako profesor.
Dne 23. října 2000 jej papež Jan Pavel II. jmenoval biskupem-koadjutorem diecéze Masan. Dne 8. ledna 2001 byl vysvěcen na kněze. Světiteli byli kardinál Stephen Kim Sou-hwan, biskup Michael Pak Jeong-il a biskup Augustine Cheong Myong-jo.
Dne 11. listopadu 2002 se stal diecézním biskupem Masanu.
Dne 19. dubna 2016 přijal papež František jeho rezignaci.